# Salem, Ontario
Pentru alte sensuri vezi Salem (dezambiguizare).
Salem este o localitate care aparține de orașul Centre Wellington, Ontario,  din Canada. În localitate se află o stație de benzină, un magazin supermakt, două poduri peste râul Irvine și o școală. Localitatea este cunoscută prin casele istorice construite din piatră. În ultimii anii pădurea de pini a fost defrișată pentru a se putea extinde partea din localitate care este situată între străzile Water Street și Victoria Street.